# Deep Water (film, 2025)
Ne doit pas être confondu avec Deep Water.
Série
Bait
(2012)
Pour plus de détails, voir Fiche technique et Distribution.
Deep Water est un film catastrophe australo-américain réalisé par Renny Harlin et dont la date de sortie n'a pas été annoncée. Il s'agit de la suite du long métrage Bait de  Kimble Rendall, sorti en 2012.

## Synopsis
Un groupe de passagers internationaux, dont l'avion relie Los Angeles à Shanghai, est contraint d'effectuer un atterrissage d'urgence dans des eaux infestées de requins. Ils doivent désormais œuvrer ensemble pour échapper à la frénésie de ce banc mortel attiré par l'épave.

## Fiche technique
Sauf indication contraire, les informations mentionnées dans cette section peuvent être confirmées par la base de données cinématographiques IMDb,  présente dans la section « Liens externes ».
- Titre original : Deep Water
- Réalisation : Renny Harlin
- Scénario : Pete Bridges et John Kim
- Musique : Ryan Svendsen
- Direction artistique : Mark. C . Stephen
- Décors : Samuel Dobrec, Carmen Mandado, Nick Redman, Karijus Schlogl et Marina Stojanovic
- Costumes : Jaindra Watson
- Photographie : D. J. Stipsen
- Montage : Geoff Lamb, Michael Parente
- Production : Dale G. Bradley, Grant Bradley, Adrián Guerra, Neal Kingston, Xavier Parache, Robert Van Norden
- Sociétés de production : Arclight Films, Simmons/Hamilton Productions
- Sociétés de distribution : N/A
- Pays de production :  Australie,  États-Unis
- Langue originale : anglais
- Format : couleurs
- Genre : catastrophe, thriller
- Durée : N/A
- Date de sortie : Date sujette à modification

## Distribution
- Aaron Eckhart
- Ben Kingsley
- Angus Sampson
- Kelly Gale : Jaya
- Molly Belle Wright : Cora
- Mark Hadlow
- Kate Fitzpatrick : Becky
- Ryan Bown : Declan
- Jacqueline Lee Geurts : Hailey
- Lakota Johnson : Hutch
- Michael Cardelle : Macey
- John De Luca : Hans
- Priya Jain : Flight attendant
- Madeleine West
- Rob Kipa-Williams
- Lucy Barrett
- Richard Crouchley
- Rarmian Newton

## Production
À la sortie du film Bait, une suite est annoncée sous le titre de Deep Water : l'intrigue est centrée sur un avion qui, lors de son vol reliant la Chine à l'Australie, s'écrase dans l'océan Pacifique. Le long-métrage est abandonné en mars 2014 en raison de « similitudes dérangeantes » avec la disparition du vol Malaysia Airlines 370,.
Cependant, en mai 2023, Gene Simmons et Gary Hamilton, le président d'Arclight Films, fondent la société Simmons/Hamilton Productions. Ils relancent alors le projet Deep Water sous la direction de Renny Harlin (le réalisateur de Peur Bleue) avec le duo Aaron Eckhart/Ben Kingsley en tête d'affiche. Le tournage débute en décembre de la même année en Nouvelle-Zélande puis à Grande Canarie.